# (7259) Gaithersburg
(7259) Gaithersburg ist ein Asteroid des Hauptgürtels, der am 6. März 1994 von den japanischen Amateurastronomen Yoshisada Shimizu und Takeshi Urata am Nachi-Katsuura-Observatorium (IAU-Code 905) in der Präfektur Wakayama entdeckt wurde.
Der Asteroid wurde am 28. Januar 2002 nach der Stadt Gaithersburg im Bundesstaat Maryland benannt, der drittgrößten Stadt des Bundesstaats und Standort des National Institute of Standards and Technology (NIST).
Der Himmelskörper gehört zur Eunomia-Familie, einer nach (15) Eunomia benannten Gruppe, zu der vermutlich fünf Prozent der Asteroiden des Hauptgürtels gehören.